# گراهام یوست
گراهام یوست (انگلیسی: Graham Yost؛ زادهٔ ۵ سپتامبر ۱۹۵۹) فیلم‌نامه‌نویس، تهیه‌کننده تلویزیونی، و بازیگر اهل کانادا است.
از فیلم‌ها یا مجموعه‌های تلویزیونی که وی در آن‌ها نقش داشته است، می‌توان به سیلو، سرعت، پیکان‌های شکسته، موجه و جوخه برادران اشاره نمود.